# Glossogobius flavipinnis
Glossogobius flavipinnis är en fiskart som först beskrevs av Aurich, 1938.  Glossogobius flavipinnis ingår i släktet Glossogobius och familjen smörbultsfiskar. IUCN kategoriserar arten globalt som sårbar. Inga underarter finns listade i Catalogue of Life.